# Lewan Abramiszwili
Lewan Abramiszwili (gruz. ლევან აბრამიშვილი; ur. 27 lipca 1970 w Bakuriani) – gruziński narciarz alpejski.

## Osiągnięcia

### Igrzyska olimpijskie
| Miejsce | Dzień     | Rok  | Miejscowość | Konkurencja | Czas biegu | Strata | Zwycięzca            |
| ------- | --------- | ---- | ----------- | ----------- | ---------- | ------ | -------------------- |
| DNF1    | 27 lutego | 1994 | Lillehammer | Slalom      | 2:02,02    | –      | Thomas Stangassinger |
| DNF1    | 21 lutego | 1998 | Nagano      | Slalom      | 1:49,31    | –      | Hans Petter Buraas   |

### Mistrzostwa świata
| Miejsce | Dzień     | Rok  | Miejscowość       | Konkurencja | Czas biegu | Strata | Zwycięzca            |
| ------- | --------- | ---- | ----------------- | ----------- | ---------- | ------ | -------------------- |
| DNF1    | 23 lutego | 1996 | Sierra Nevada     | Gigant      | 1:58,63    | –      | Alberto Tomba        |
| DNF1    | 25 lutego | 1996 | Sierra Nevada     | Slalom      | 1:42,26    | –      | Alberto Tomba        |
| 44.     | 12 lutego | 1997 | Sestriere         | Gigant      | 2:48,23    | +38,37 | Michael von Grünigen |
| 33.     | 15 lutego | 1997 | Sestriere         | Slalom      | 1:51,70    | +23,62 | Tom Stiansen         |
| DNF1    | 14 lutego | 1999 | Vail/Beaver Creek | Slalom      | 1:42,12    | –      | Kalle Palander       |